# Karaops francesae
Karaops francesae là một loài nhện trong họ Selenopidae. Loài này phân bố ở Úc.
Loài này thuộc chi Karaops. Karaops francesae được Sarah C. Crews & Harvey miêu tả năm 2011.